# Macrochaetus aspinus
Macrochaetus aspinus är en hjuldjursart som beskrevs av Segers och Sarma 1993. Macrochaetus aspinus ingår i släktet Macrochaetus och familjen Trichotriidae. Inga underarter finns listade i Catalogue of Life.